# Lagdo
Lagdo är en ort i Kamerun.   Den ligger i regionen Norra regionen, i den norra delen av landet, 600 km norr om huvudstaden Yaoundé. Lagdo ligger 257 meter över havet och antalet invånare är 24 596. Den ligger vid sjön Lake Lagdo.
Terrängen runt Lagdo är huvudsakligen platt, men österut är den kuperad. Trakten runt Lagdo är ganska glesbefolkad, med 30 invånare per kvadratkilometer. Det finns inga andra samhällen i närheten. 